# David Whitmore
David Whitmore (Daingerfield, 6 de julho de 1967) é um ex-jogador profissional de futebol americano estadunidense que foi campeão da temporada de 1990 da National Football League jogando pelo New York Giants.